# 1930년 전국체육대회 야구
1930년 전국체육대회 야구는 일제강점기 조선 경성부에서 개최된 1930년 전국체육대회의 경기 종목이다. '제11회 전조선야구대회'로 개최되었으며 1930년 6월 12일부터 6월 14일까지 경성운동장 야구장에서 개최되었다.

## 대회 진행
제11회 전조선야구대회는 1929년 6월 12일부터 사흘간 일제강점기 조선 경성부에 있는 경성운동장 야구장에서 개최되었다. 소학부 종목에서는 4개 선수단이 참가하여 공옥보통학교가 우승하였고, 중학부 종목에서는 4개 선수단이 참가하여 중앙고등보통학교가 우승했으며, 청년부 종목에서는 경성전기 전차과가 우승했다. 이 외의 참가 선수단과 경기 결과 등은 알려져 있지 않은 상태이다.

## 경기 결과

### 소학부
| 결승 |              |    |  |  |  |  |
|      |              |    |  |  |  |  |
|      |              |    |  |  |  |  |
|      | 공옥보통학교 | 승 |  |  |  |  |
|      | 불명         | 패 |  |  |  |  |

### 중학부
| 결승 |                  |    |  |  |  |  |
|      |                  |    |  |  |  |  |
|      |                  |    |  |  |  |  |
|      | 중앙고등보통학교 | 승 |  |  |  |  |
|      | 불명             | 패 |  |  |  |  |

### 청년부
| 결승 |                 |    |  |  |  |  |
|      |                 |    |  |  |  |  |
|      |                 |    |  |  |  |  |
|      | 경성전기 전차과 | 승 |  |  |  |  |
|      | 불명            | 패 |  |  |  |  |

## 참고 문헌
- 대한체육회 (1990). 《대한체육회 70년사》.
- 대한체육회 (2011). 《대한체육회 90년사》.
- “제11회 전국체육대회 야구 경기 결과”. 대한체육회.[깨진 링크(과거 내용 찾기)]